# Doba halštatská

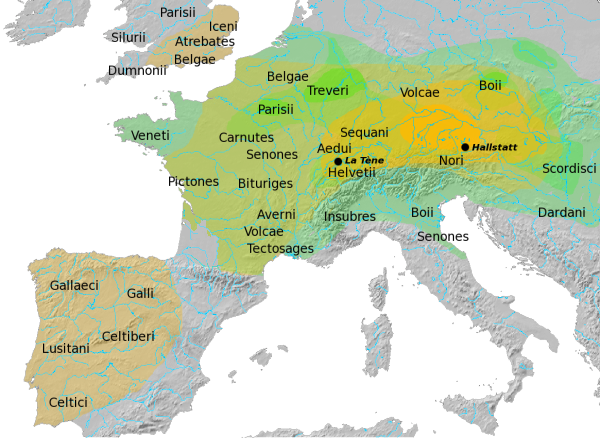
Celkový pohled na rozsah halštatské a laténské kultury. Centrum území, Hallstatt (800 př. n. l.), je znázorněn žlutě a oblasti jejího vlivu do roku 500 př. n. l. (HaD) žlutozeleně. Centrem území laténské kultury (La Tène, 450 př. n. l.) je tmavě zelené, a nejzazší rozsah kultury La Tène v roce 50 př. n. l. světle zelený. Území osídlená keltskými kmeny jsou vyznačená názvy.

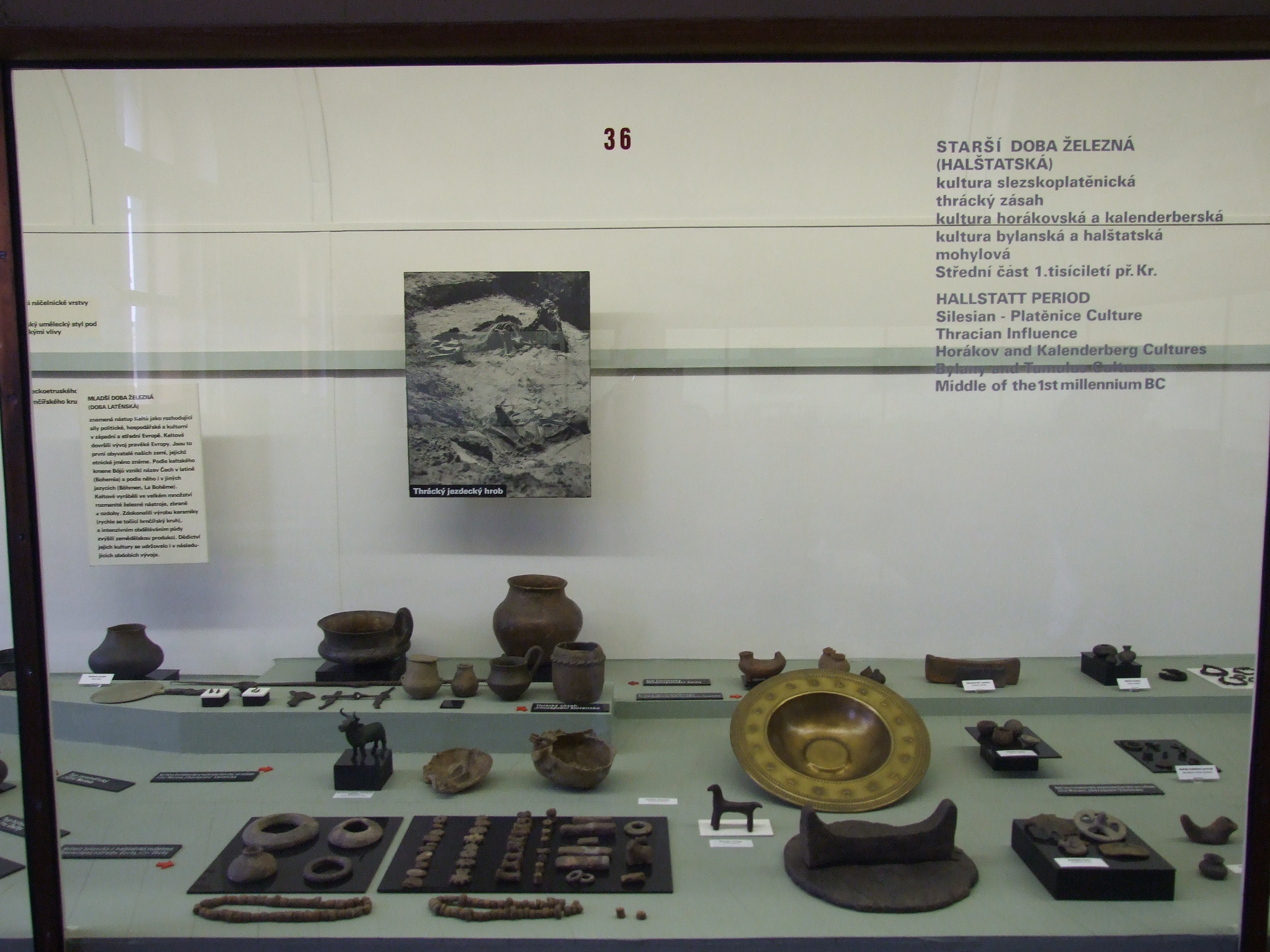
Artefakty z halštatského období (NM Praha)

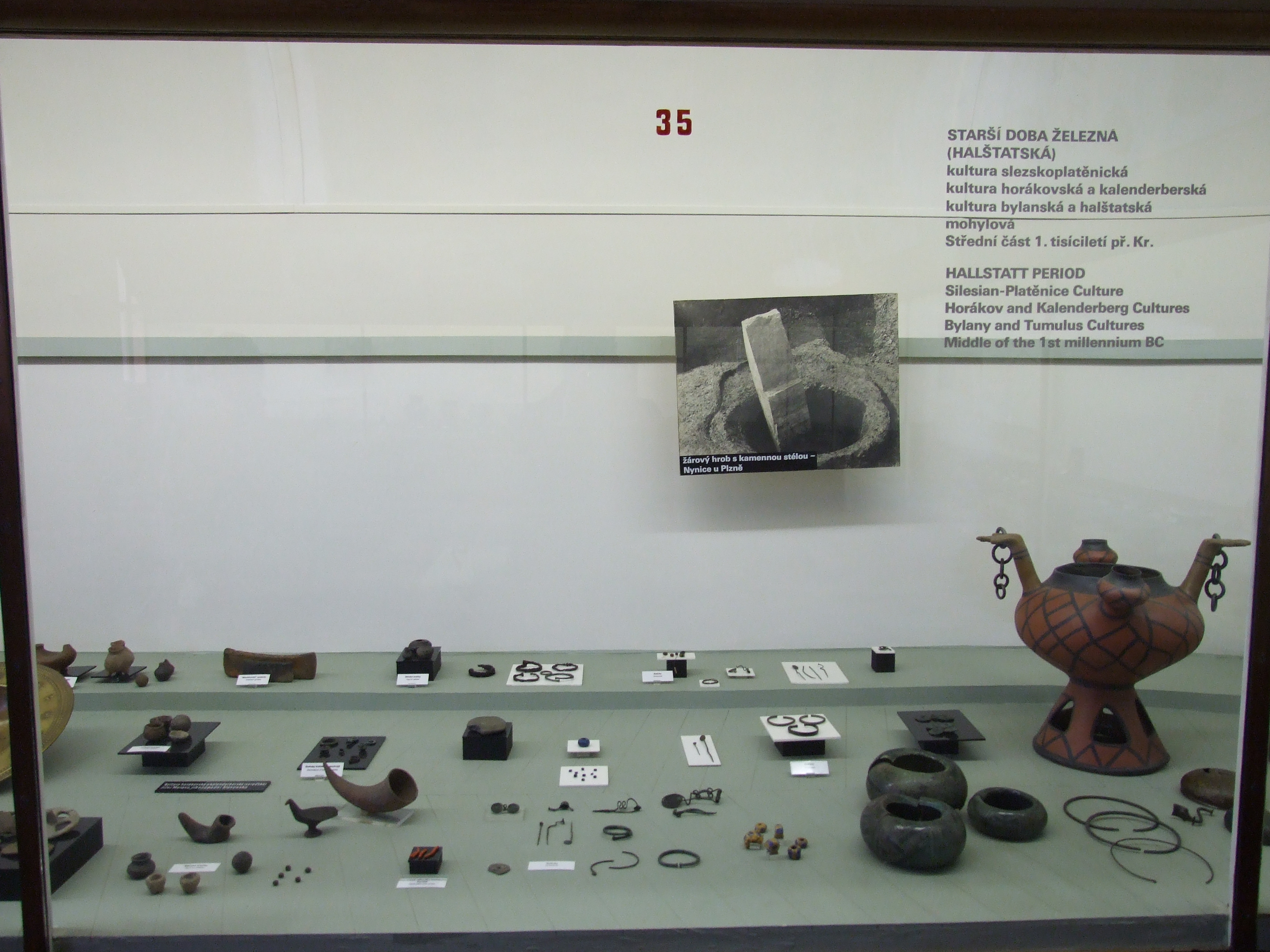
Artefakty z halštatského období (NM Praha)

Doba halštatská označuje období, během kterého se ve střední Evropě objevili Keltové a začalo se zpracovávat železo. Začátek tohoto období je archeology datován do období 7. století př. n. l. a končí kolem roku 450 př. n. l. Svůj název dostalo podle hornorakouského města Hallstattu v Solné komoře. V polovině 19. století tam bylo objeveno přes tisíc hrobů. Nálezy z hrobů se s převahou daly zařadit do nejstarší doby železné. Halštatské kultuře předcházely kultury popelnicových polí. 
Doba halštatská se dělí do dvou skupin:
- Západohalštatský okruh:

Zahrnuje zhruba území od Čech po střední Francii a od Alp po střední Německo. Předpokládají se hlavně Keltové.
- Východohalštatský okruh:

Na území od Moravy směrem na jihovýchod. Spojován s Ilyry.

## Halštatská mohylová kultura
Halštatská kultura se rozšířila na obrovské území. Od Francie přes Německo, Švýcarsko, Rakousko, Čechy a Moravu (Na území Čech byl nejrozšířenější kmen Bojů) až na západní část dnešního Slovenska. Toto území bylo považováno za pravlast Keltů. V této době se ve střední Evropě vyskytovaly jazykově a kulturně velmi příbuzné kmeny (což je spojovalo). Tyto kmeny migrovaly, bojovaly společně i proti sobě a obchodovaly spolu. Jedním z významných obchodních středisek byl Hallstatt, kde se těžila sůl, která se vyvážela i do velmi vzdálených míst.
Pro tuto dobu byly pro oblasti s vyspělou halštatskou kulturou typické komorové hrobky pod mohylou, často s dřevěnou vnitřní konstrukcí, někdy i s kruhovitým příklopem na obvodu mohyly. V Česku se tyto komorové hroby dají najít v Hradeníně u Kolína, Lhotce u Litoměřic, Straškově u Roudnice a v Lovosicích. Tato kultura ovládající jižní a západní Čechy patřila k okruhu západních halštatských kultur a byla příbuzná s kulturou bylanskou.
Bylanská kultura byla společně s halštatskou kulturou a jinými méně významnými kulturami posledním krokem ke keltizaci Česka. I místní lidé se postupem doby včlenili do keltské kultury. Na přelomu 6. a 5. stol. př. n. l. na území Česka začaly stále víc proudit cizí kmeny a rody ze západu. Splynuly s původním obyvatelstvem a obsazovaly nové kraje. Je třeba si uvědomit, že zde v těchto dobách byl obrovský prales, který zmiňuje Gaius Julius Caesar ve svých Zápiscích o válce galské.
Umělecká tvorba se opírala převážně o geometrické tvary. Od 7. století se objevuje bohatá koňská výstroj, z toho se usuzuje, že kůň byl v této době velmi důležitým. Mezi jezdecké vybavení patřila mimo jiné dvojdílná udidla, tyčinkové postranice (které nahradily polokruhovité), bohaté koňské řemení, jha pro dvouspřeží a díky rozvinutému obchodu i čtyřkolové vozy pro větší objemy nákladů.

## Zánik
Doba halštatská na českém území končí kolem roku 370 př. n. l., další období je ve znamení nového osidlování severních a severozápadních Čech. Velká keltská migrace z oblasti Švýcarska a západní Francie směřovala částečně i na české území a byla dovršena někdy v polovině 3. století př. n. l. Tito západní Keltové byli nositeli kultury, kterou dnes nazýváme laténskou.